# 啟德郵輪碼頭
啟德郵輪碼頭（英語：Kai Tak Cruise Terminal）為香港的郵輪碼頭之一，位於九龍九龍城啟德承豐道33號，即前啟德機場跑道末端。由環美郵輪碼頭管理及營運。

## 建築緣由及設施
尖沙咀的海運大廈於1960年代後期落成，可停泊兩艘5萬噸級的郵輪，但因為豪華郵輪漸趨大型化，愈來愈多豪華郵輪排水量超過10萬噸，但香港一直缺乏相應的郵輪碼頭設施，導致訪港的大型郵輪只能停靠葵涌貨櫃碼頭，影響訪港郵輪旅客對香港的觀感，所以啟德郵輪碼頭屬於《啟德發展計劃》首階段的項目之一。
郵輪碼頭的建築物及首個泊位於2010年5月動工，於2013年3月16日進行業務測試，建築物於6月1日竣工，於同月12日試驗開幕；首個泊位於7月竣工，第二個泊位於2014年9月啟用。香港政府期望發展啟德郵輪碼頭可以幫助香港把握亞太區郵輪旅遊業市場增長所帶來的機遇，將香港發展成為亞洲的郵輪中心。
啟德郵輪碼頭客運樓高3層，全長約850米，相等於約兩座橫臥的環球貿易廣場的連接長度。大樓內有長達42米的無柱空間，於郵輪旅遊淡季時可以作為展覽用途，支援香港會議展覽中心。啟德郵輪碼頭設有兩個泊位，水深平均達12米至13米，泊位合共佔海面積達850米乘35米，分別可以停泊長達455米及400米的郵輪。首個泊位可供排水量達11萬噸、總噸位達22萬噸的世界級郵輪停泊，次個泊位則可以供予中型郵輪停泊。啟德郵輪碼頭的邊岸檢察設施於每小時可以處理達3千名旅客人次。
為防止2019冠狀病毒病疫情的蔓延，香港政府於2020年2月5日宣佈關閉啟德郵輪碼頭及尖沙咀海運大廈郵輪碼頭出入境設施，直至另行通知為止。亦由於香港的防疫政策相比起鄰國更加嚴格，不利於郵輪業務的經營，各大郵輪公司紛紛將其母港遷離香港，致使啟德郵輪碼頭進一步水靜鵝飛，此碼頭亦被民間認為是香港另一項大白象工程。

## 歷史
2012年10月30日，香港政府正式將郵輪碼頭命名為啟德郵輪碼頭，商務及經濟發展局向香港立法會提交文件表示，郵碼碼頭位於前啟德機場跑道末端，地方由飛機場轉型為郵輪碼頭，象徵著它繼續成為香港的交通樞紐，為了延續此區域的特別性質及紀念啟德機場，所以作出有關命名。
2013年3月至4月，入境事務處接管啟德郵輪碼頭的出入境部分，安裝出入境檢查系統。
2013年3月16日6時許，啟德郵輪碼頭舉行業務測試，菁英千禧號從越南下龍灣抵達香港，停泊於啟德郵輪碼頭。
2013年5月，香港海關及入境事務處測試海關及出入境系統的運作情況。
2013年6月12日，海洋水手號靠泊啟德郵輪碼頭。
2013年9月20日至22日，旅遊業議會在啟德郵輪碼頭主辦郵輪假期博覽，由旅遊事務署及旅遊發展局協辦，為啟德郵輪碼頭首度對外開放，匯聚17家郵輪公司及約30家香港旅行社參與展覽，舉辦講座，內容包括推介相關行程，郵輪專家講座：介紹郵輪種類、船上注意事項、岸上觀光及旅遊保險等，期望藉此增加香港市民對郵輪旅遊的認識。
21日當日早上，逾百人輪候入場。
2013年10月16日上午7時，海洋航行者號靠泊啟德郵輪碼頭，逗留了12小時。同月17日，鑽石公主號靠泊啟德郵輪碼頭，逗留了12小時。
2013年10月18日，位於啟德郵輪碼頭天台的公園正式開放。
2013年10月30日，雙子星號靠泊啟德郵輪碼頭。
2013年11月，根據商務及經濟發展局提交予立法會的文件指出，啟德郵輪碼頭營運商正在總結經驗以改善碼頭的交通配套，特別是希望吸引更多的士司機在早晨時段在啟德郵輪碼頭接載乘客；相關部門亦會密切留意公眾對於往返啟德郵輪碼頭的公共運輸服務的實際需要，考慮適時增加公共運輸服務。每當有大型活動碼頭舉行時，主辦單位則會安排額外的公共運輸服務應付需求。
2014年9月29日，首次有兩艘大型郵輪（海洋航行者號和藍寶石公主號）同時靠泊啟德郵輪碼頭。
2017年6月2日，俄羅斯海軍太平洋艦隊的瓦良格号導彈巡洋舰訪港，並靠泊啟德郵輪碼頭。
2020年2月5日，因应2019冠狀病毒病疫情，啟德郵輪碼頭暂時關閉，直到另行通知為止。在2021年7月30日，啟德郵輪碼頭再次有郵輪停靠，出入境設施有限度開放，供參加由香港出發的郵輪公海遊旅客使用，強制所有船員和乘客接種疫苗及使用安心出行。不過到2022年1月初，受到政府實施防疫措施影響，雲頂夢號郵輪公海遊已被叫停行程。1月18日，星夢郵輪母公司雲頂香港呈請清盤。4月，皇家加勒比調遷海洋光譜號往新加坡。
2022年2月20日，特區政府決定委託中國建築，將郵輪碼頭改成社區隔離及治療設施，並設置約1000張病牀，以接收輕症或無病徵患者，同年8月19日啟用，設施隨著疫情放緩而停用，仍然空置至今。
2023年9月23日，海洋光譜號靠泊啟德郵輪碼頭，約有4000名乘客。

## 設計

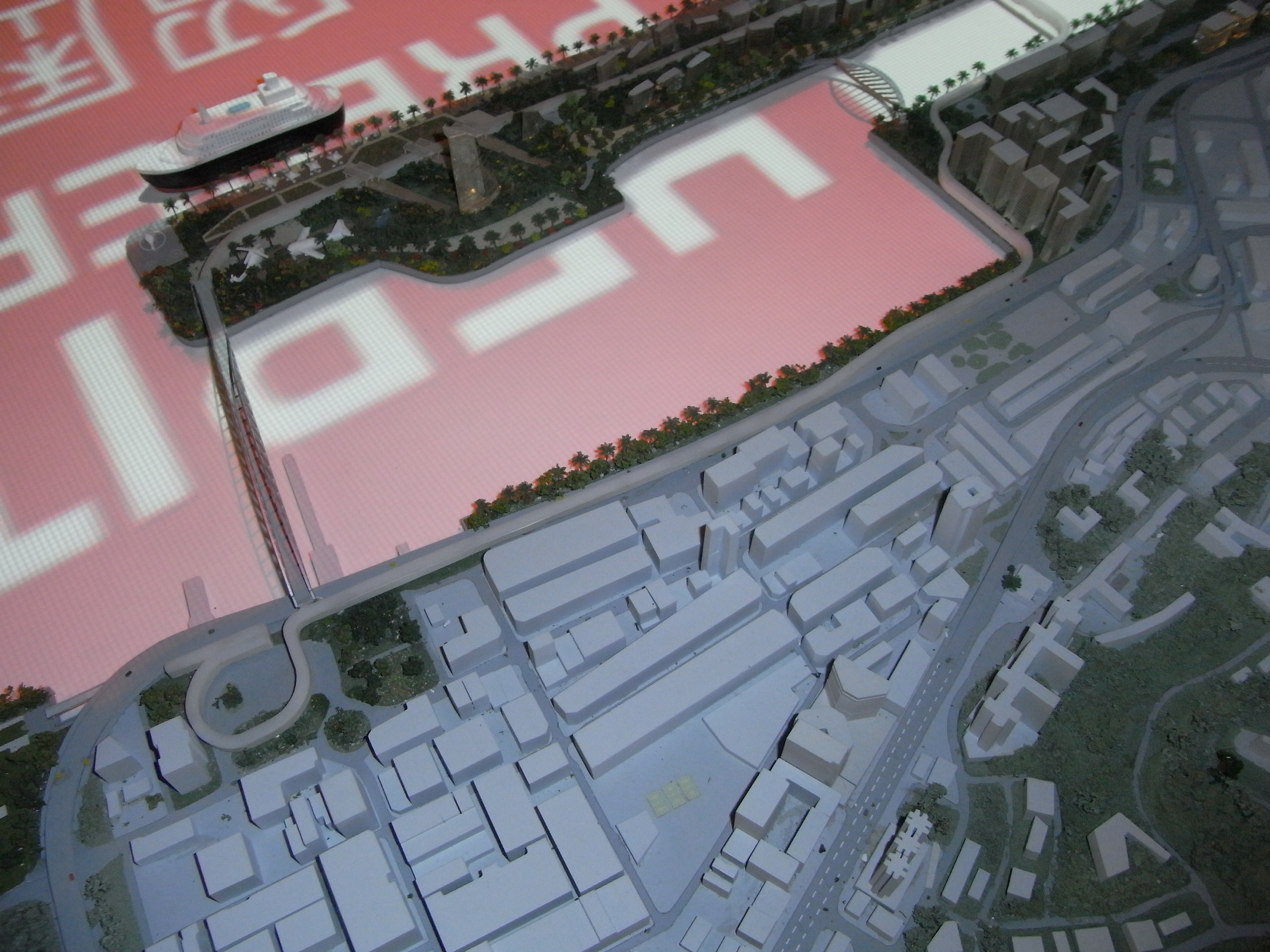
在香港規劃及基建展覽館展示的啟德郵輪碼頭模型

啟德郵輪碼頭的設計模擬圖在建築署於2010年4月提交給立法會申請工程撥款的文件中首度曝光，著名建築大師霍朗明的公司亦有份參與設計，以靈活性和可持續性發展、環境保護及智能作為賣點。碼頭大樓由啟德跑道最末端伸延至跑道中央，與日後可以容納全球最大型郵輪的碼頭泊位互相輝映，落成後客運大樓建築佔地7.6公頃，由地面至天台樓高4層，總高度為70米，地面以道路及交通設施為主，1樓是停車場和辦公室，2樓為出入境大堂，天台則為啟德郵輪碼頭公園；碼頭大樓是一項實用及高效率的設施，採納了一系列環境保護的裝置和多項節約能源設施，流綫型的弧形外觀有效為室內引入自然光及加強通風，讓旅客感到舒適。整幢大樓提供面積達5,600平方米的商業區，落成後郵輪碼頭大樓將會可以每小時處理3,000名旅客，同時設有旅遊發展局的訪客服務中心，大樓最前端為直升機場，可以接待遊客遨遊維多利亞港的上空。碼頭大樓設計有大量環保巧思，如裝置太陽能光伏板及太陽能熱水系統，並且有一套循環系統可以收集雨水及空氣調節的冷凝水以灌溉植物。

## 發展模式
啟德郵輪碼頭由香港政府投資興建，由霍朗明設計，碼頭硬件將會租予碼頭營運商收取租金，政府則保留土地及碼頭業權，以確保首個泊位於預期投入服務。發展分階段漸進式進行，在舊啟德機場跑道南端一塊面積達7.6公頃的土地上，會發展郵輪碼頭及旅遊配套設施、包括酒店、商場及會議場館等。郵輪碼頭將會透過兩份合約進行發展。第一份是土地平整合約，包括興建郵輪靠泊設施；第二份是郵輪碼頭大樓合約，包括海岸檢查及其他配套設施。
2012年3月8日，旅遊事務署公佈批出啟德郵輪碼頭的營運和管理租約予Worldwide Cruise Terminals Consortium，該公司由環美航務、皇家加勒比國際遊輪及信德集團轄下的冠新公司3間公司組成，環美航務佔6成，另外兩間公司各佔兩成。營運10年期內的固定租金總額為約1.3億港元，如果營運商的表現理想，可以獲得續約5年。政府會收取營運商總收入的一個比例作浮動租金，比例由7.3%、18%、23%或34%，視乎該年度的總收入而定。浮動租金分4級，若然營運商每年就啟德郵輪碼頭的收入逾9,000萬港元，最高需要向政府攤分34%的總收入，亦即約3,060萬港元；少於3,000萬港元，則只需要向政府攤分7.3%的總收入，亦即約219萬港元。營運商家需要根據當前的市場情況和變化，訂定郵輪停泊的收費，租約生效5年後會進行中期檢討，以考慮租金水平及停泊費是否需要作出調整。政府將會透過管理委員會及營運商家所提交的服務承諾及評核表現的指標，監察碼頭的營運情況。

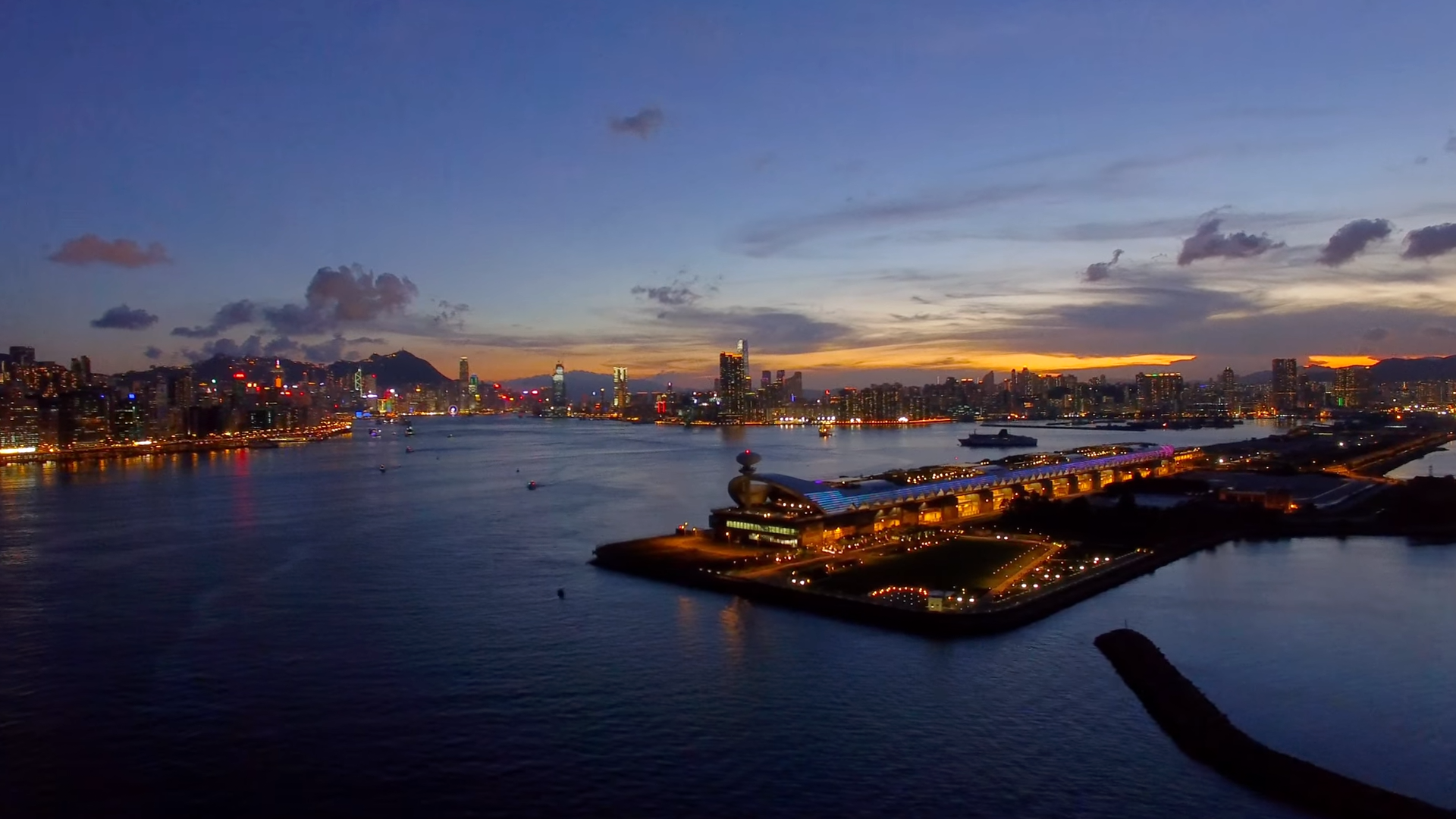
啟德郵輪碼頭全景（攝於2016年6月）

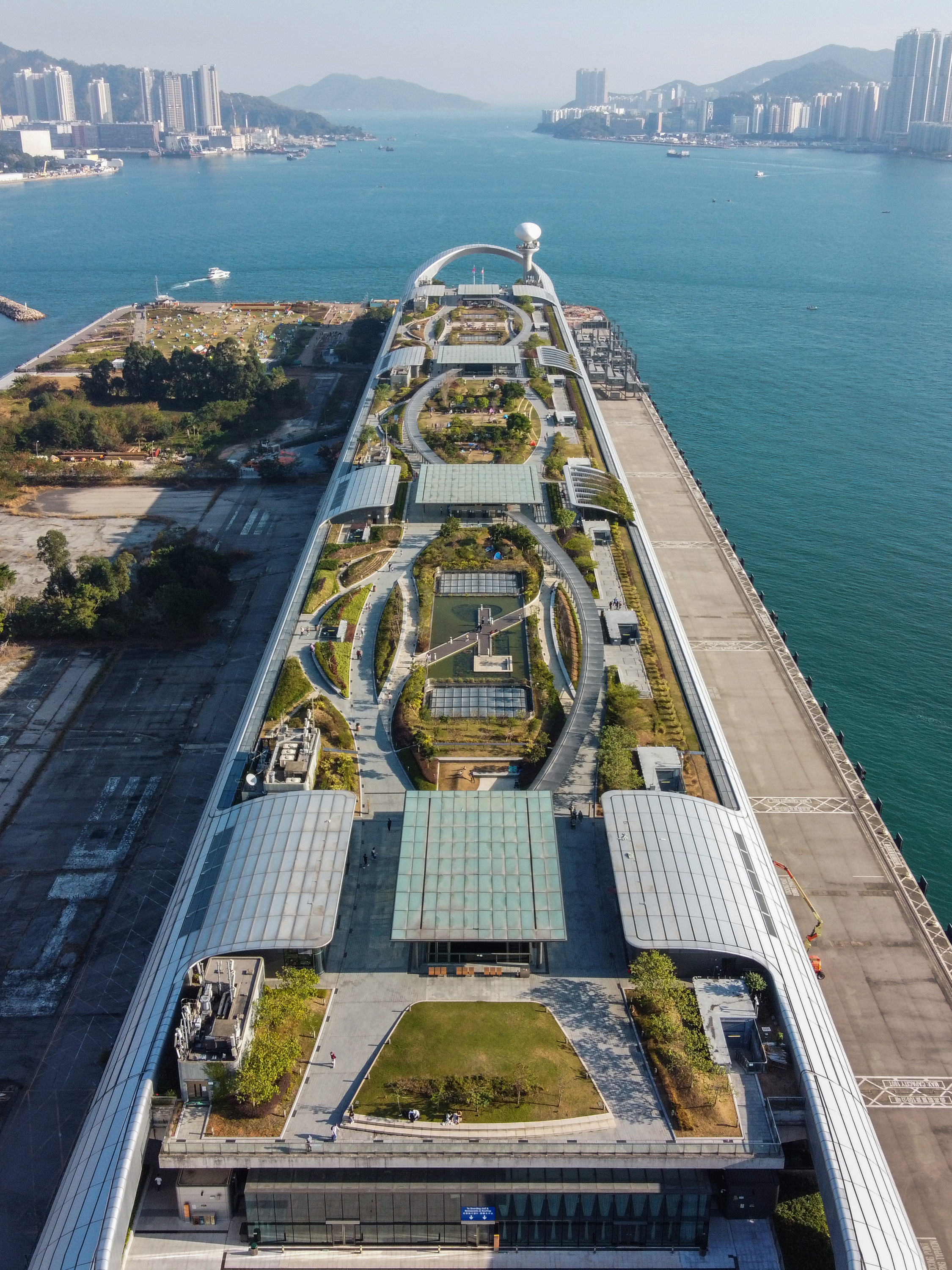
啟德郵輪碼頭公園

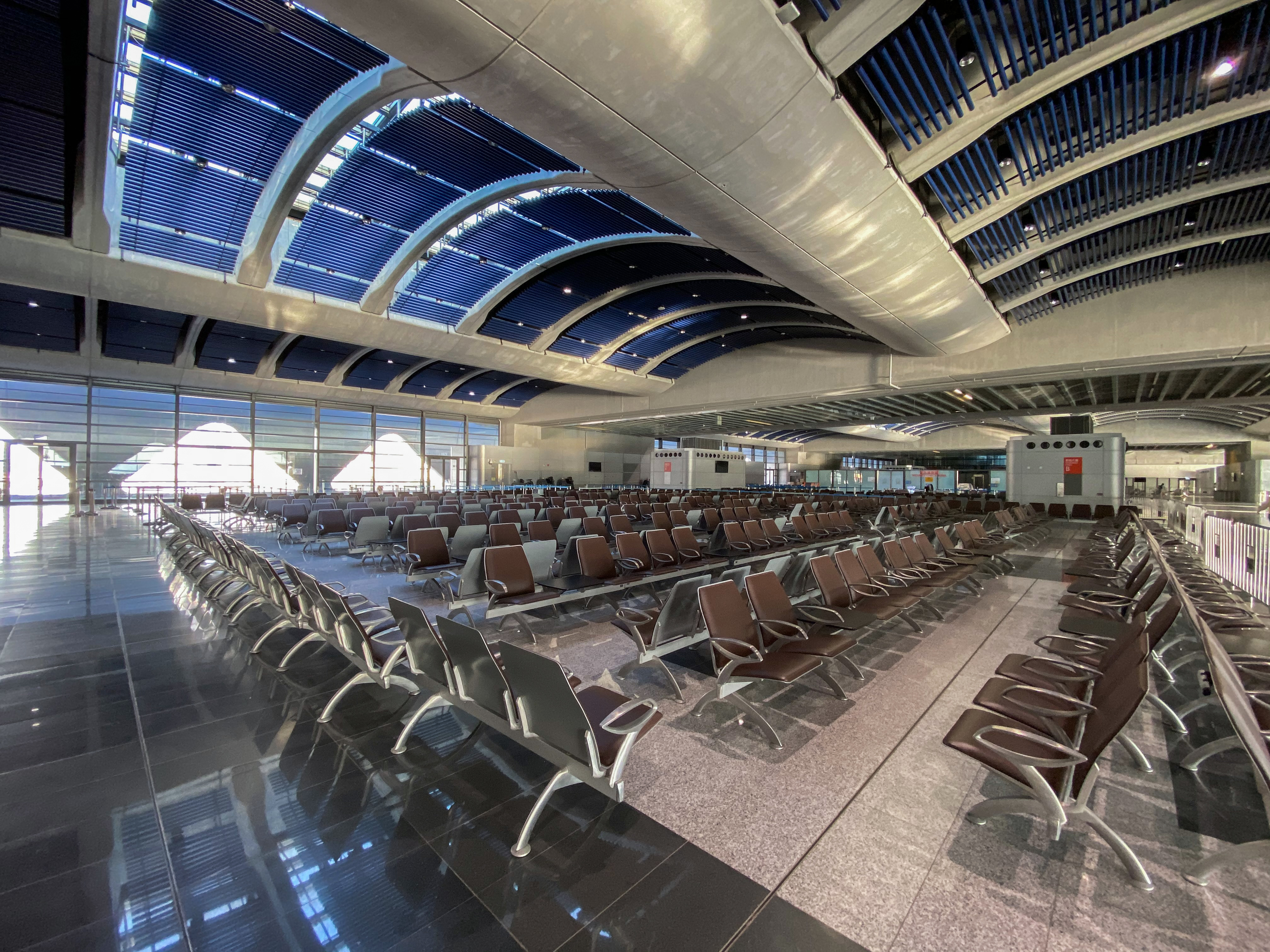
啟德郵輪碼頭登船大堂

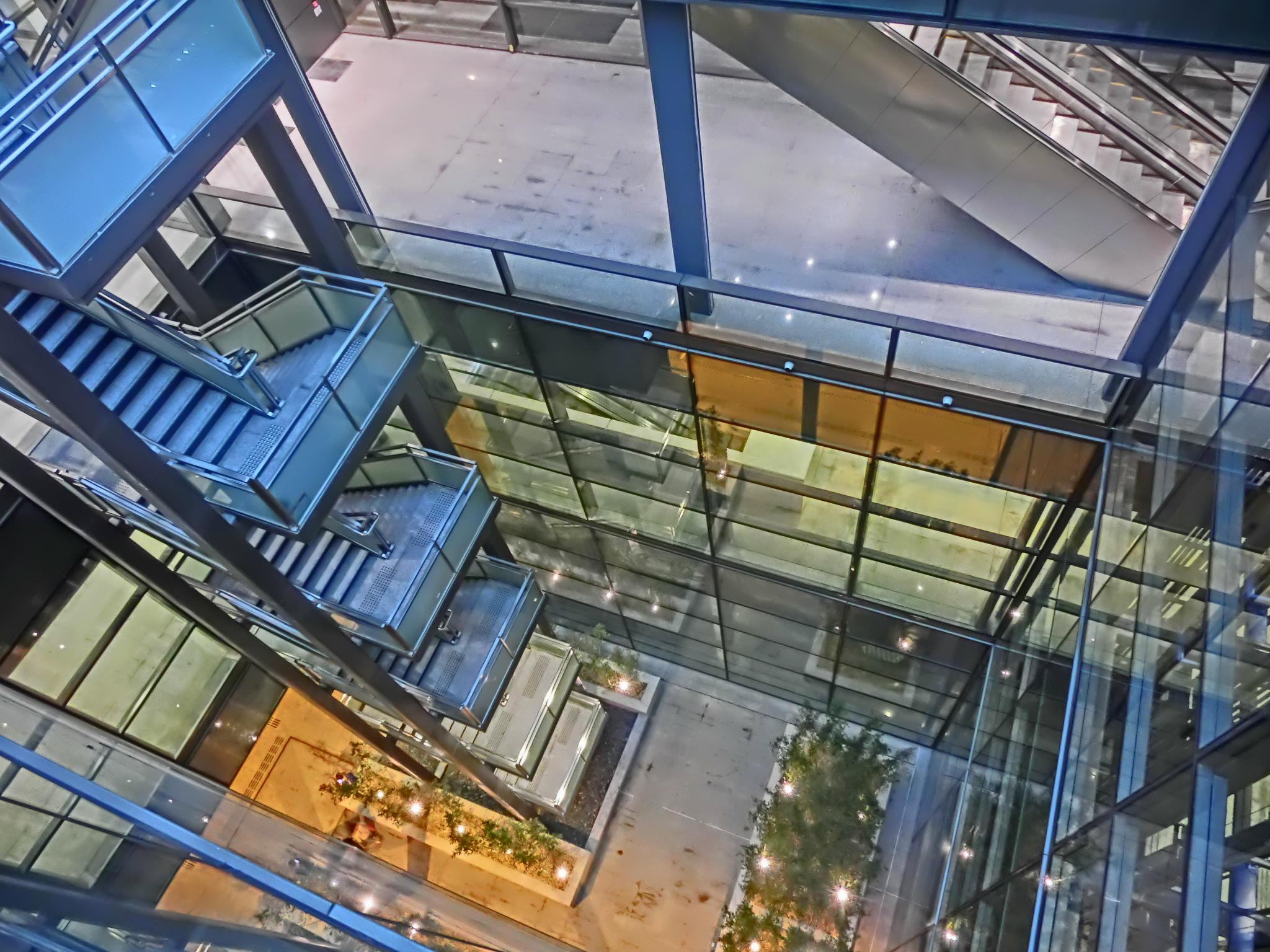
啟德郵輪碼頭大樓中庭

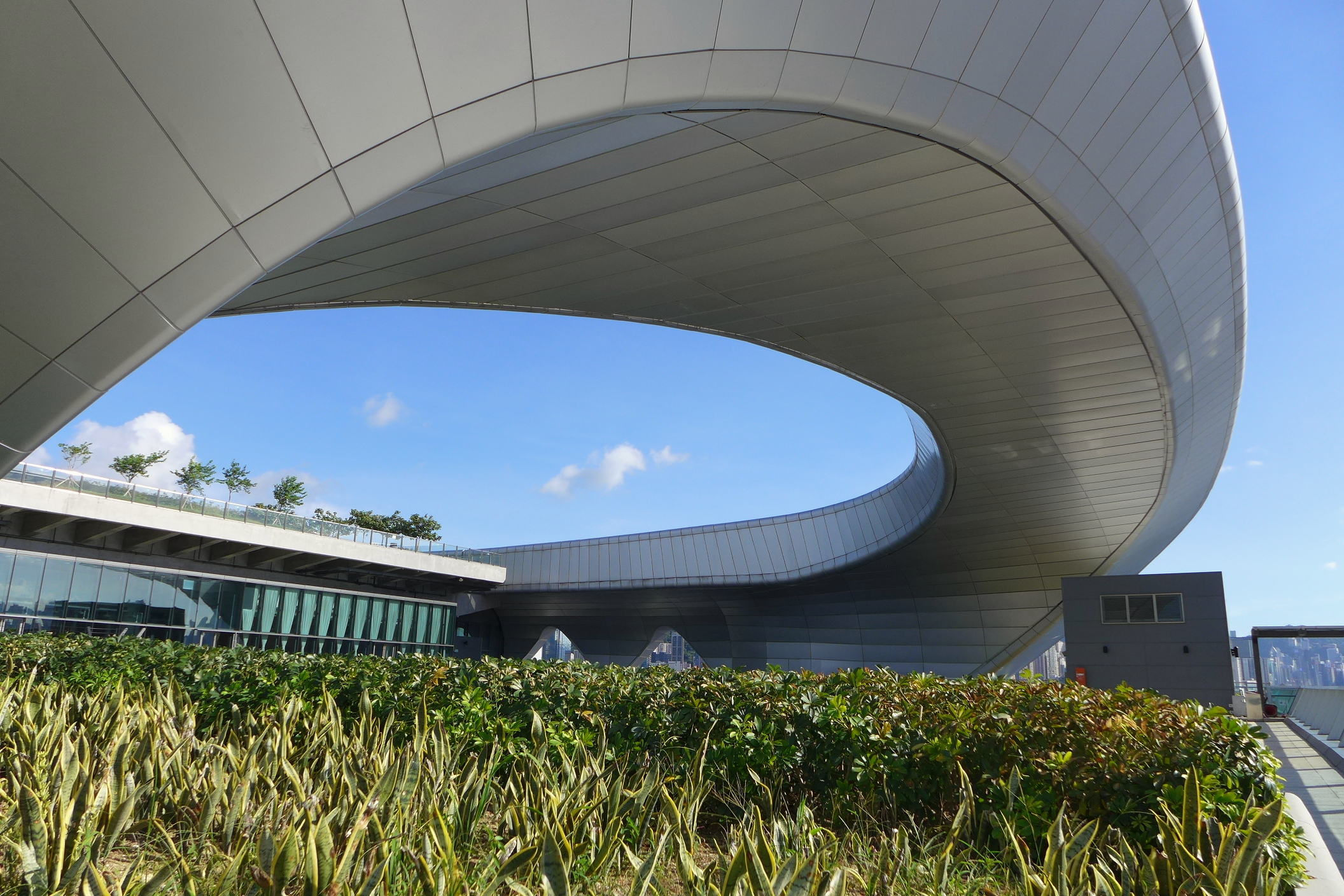
啟德郵輪碼頭2樓北面平台

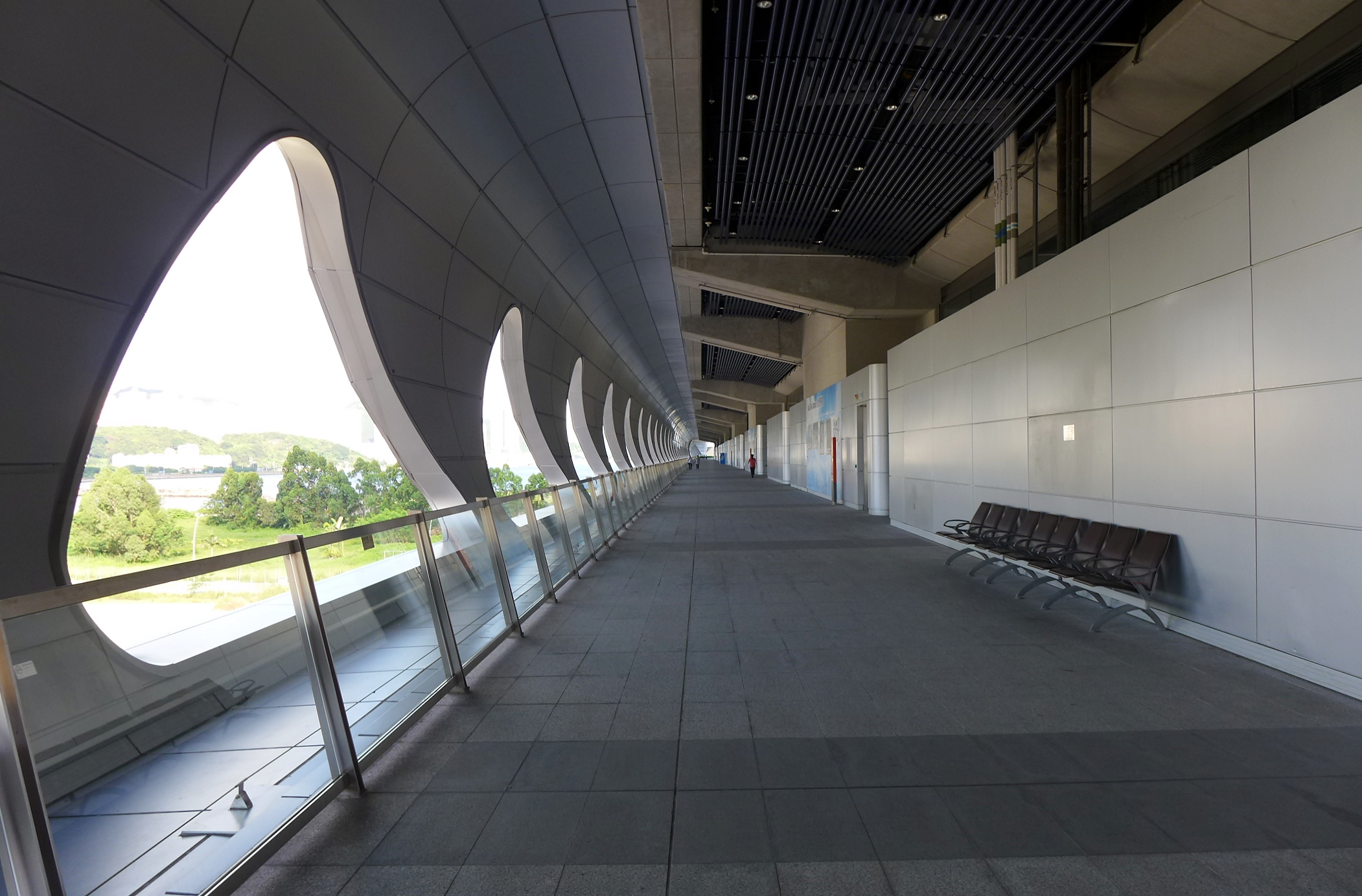
啟德郵輪碼頭2樓戶外通道

2012年4月，Worldwide Cruise Terminals Consortium代表出席美國邁阿密郵輪會議時，成功爭取到多間郵輪公司安排郵輪於2013年到訪香港及靠泊於啟德郵輪碼頭，Worldwide Cruise Terminals Consortium最快將於2012年6月建立網站及公布關於郵輪來香港的時間表。另外，香港旅遊發展局總幹事劉鎮漢表示，旅遊發展局將會設計更多觀光行程以吸引郵輪旅客到訪香港，稍後亦會推出新的郵輪網站介紹香港旅遊，同月確定荷美郵輪（Holland America Line）、公主郵輪（Princess Cruise）及菁英郵輪（Celebrity Cruises）於2013年底至2014年初來到香港泊岸。
商務及經濟發展局局長蘇錦樑表示，旅遊發展局將會為到郵輪旅遊項目投資1,550萬港元宣傳，並且預留其中400萬港元用作配對基金，與郵輪公司合作投資宣傳。
2012年12月，有香港報章披露有關單位計劃以皇家加勒比郵輪旗下的海洋水手號於未來靠泊於啟德郵輪碼頭。預計啟德郵輪碼頭開幕至2014年4月，有16艘郵輪於32日時期泊岸，至2013年4月，計劃在在啟德郵輪碼頭泊岸的郵輪船次增加至25艘。香港旅遊業界別人士表示，正在為到旅客設計入境行程，預料可能會推出購物及古蹟導賞團等。同月，菁英郵輪公司落實讓過往只縱橫於歐美海域的菁英千禧號長駐香港，往來越南、泰國、新加坡及香港等。
2013年1月21日至24日，旅遊發展局重點邀請50名於國際郵輪公司負責編排航綫的高層人員（包括香港旅遊業人士、啟德郵輪碼頭營業商Worldwide Cruise Terminals Consortium、皇家加勒比國際郵輪、公主號郵輪、歌詩達郵輪及其所屬公司Canival Asia、Crystal Cruises、Azamara Club Cruises和麗星郵輪等、大板旅遊局代表及沖繩旅遊局代表）及鄰近的港口碼頭負責人（上海、三亞、越南及新加坡的港口負責人）等來到香港參觀啟德郵輪碼頭，並且舉行郵輪論壇，希望藉此提升啟德郵輪碼頭的知名度，並且吸引更多國際郵輪公司開設加入香港的亞洲新航綫，以開拓更多高消費客人來源。一方面討論亞太區的郵輪業務未來發展，另一方面則介紹啟德郵輪碼頭的發展現況。
2013年6月5日，旅遊發展局與中華民國交通部觀光局簽訂協議，共同推動兩地郵輪旅遊發展，當中頭炮為海洋水手號將會於同年10月29日及11月2日增設以香港為母港前赴臺灣的航程。

## 發展時序
- 2005年底，香港政府公開邀請在確定市場能否提出除啟德以外其他可行的地點的意向書的結果，經過仔細研究接獲的6份提議後，無一份符合提議。因此，香港政府將會全力在啟德興建郵輪碼頭。[58]
- 2006年年底，政府公布完成前期可行性研究，向立法會申請前期工程撥款及為啟德前跑道南面擬定建議發展項目的前期基礎設施工程進行勘測和詳細設計。[59]
- 2007年年初，政府向香港旅遊業界別進行投標前諮詢。
- 2007年11月9日，政府以招標賣地（即處理前水警總部的方式）的方式，中標公司擁有該項目50年的地上權，但是需要自行投資興建、平整土地、設計、興建及營運郵輪碼頭。[60]
- 2008年3月截標，無公司符合招標要求。[61]
- 2008年11月，政府決定自行投資、設計和建造碼頭，及計劃租予營辦商。
- 2009年1月1日，土地平整工程展開招標。[62]
- 2009年3月6日，設計及營造郵輪碼頭大樓及輔助設施工程投標者資格預審。[63]
- 2009年3月27日，設計及營造郵輪碼頭大樓及輔助設施工程展開招標。[64]
- 2009年11月20日，立法會批淮撥款進行土地平整工程，按照付款當日價格計算，費用預計為23億390萬港元。[65]
- 2009年11月24日，土木工程拓展署批出土地平整工程主要合約予中標公司。
- 2009年12月23日，土地平整工程動土典禮。[66]
- 2010年4月15日，立法會財務委員會工務小組通過啟德郵輪碼頭大樓58億5,210萬港元的（按照付款當日價格計算）工程的撥款。[67][68][69][70][71]
- 2010年5月月底，立法會財務委員會大會通過工程的撥款。

### 2011年
- 2011年3月月中，政府就營運商進行招標，於同年6月截標。
- 2011年4月8日，舉行啟德郵輪碼頭大樓奠基儀式。

### 2012年
- 2012年4月，啟德郵輪碼頭大樓地下至2樓的上蓋結構大致完成，頂層的結構工程正在進行中。海堤重建及碼頭平台工程亦正在分階段進行[72]，其中首個泊位的打摏工程亦已經竣工。[73]
- 2012年9月月底，為到首座泊位安裝乘客登船橋的預備工程展開。
- 2012年12月，預計首座泊位的混凝土平台完成。[74][75][76][77][78]

### 2013年
- 2013年6月，啟德郵輪碼頭大樓及首個泊位落成，由營辦商正式接管。[79]
- 2013年10月18日，啟德郵輪碼頭公園正式開放。

### 2014年
- 2014年9月，次座泊位落成。

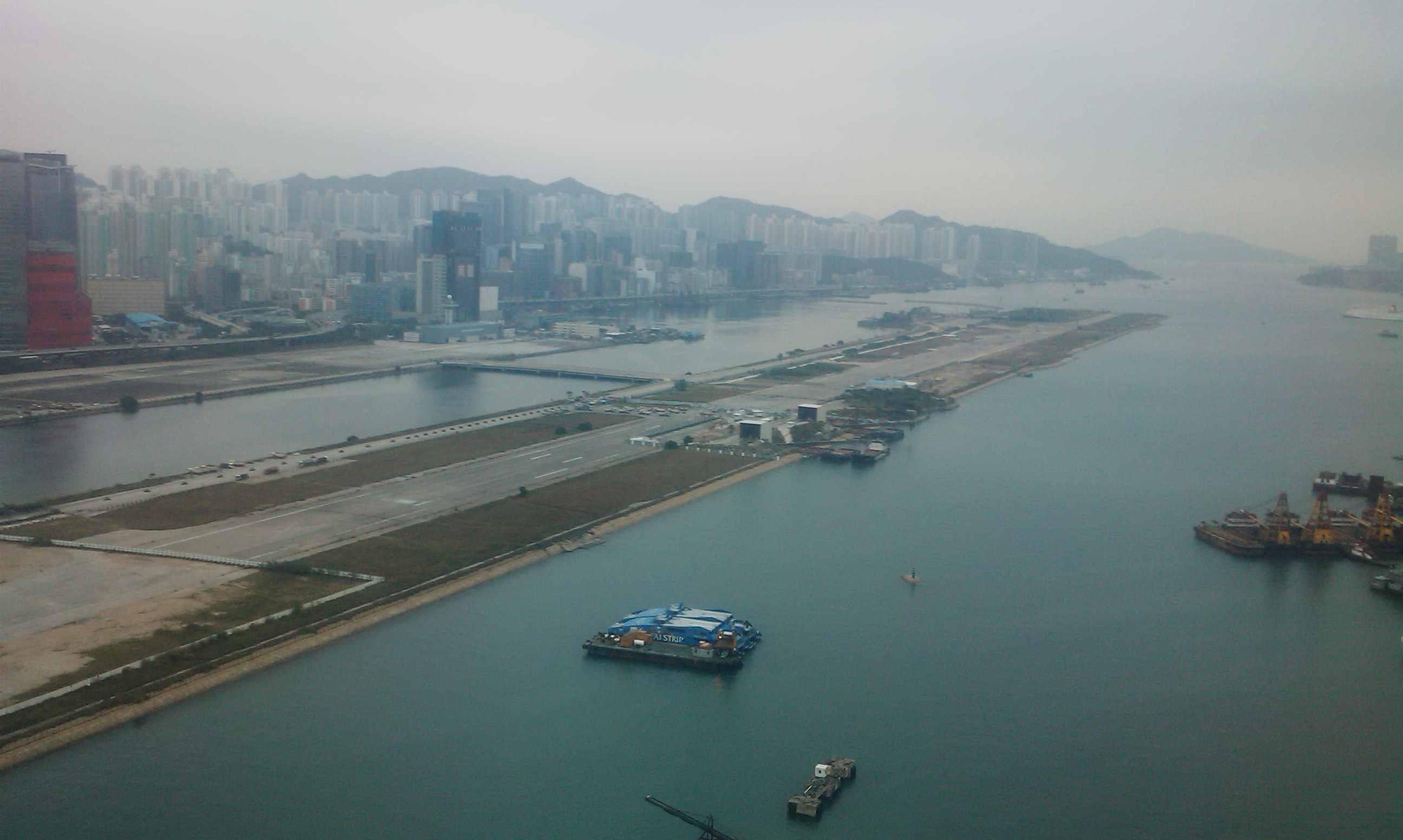
2009年12月
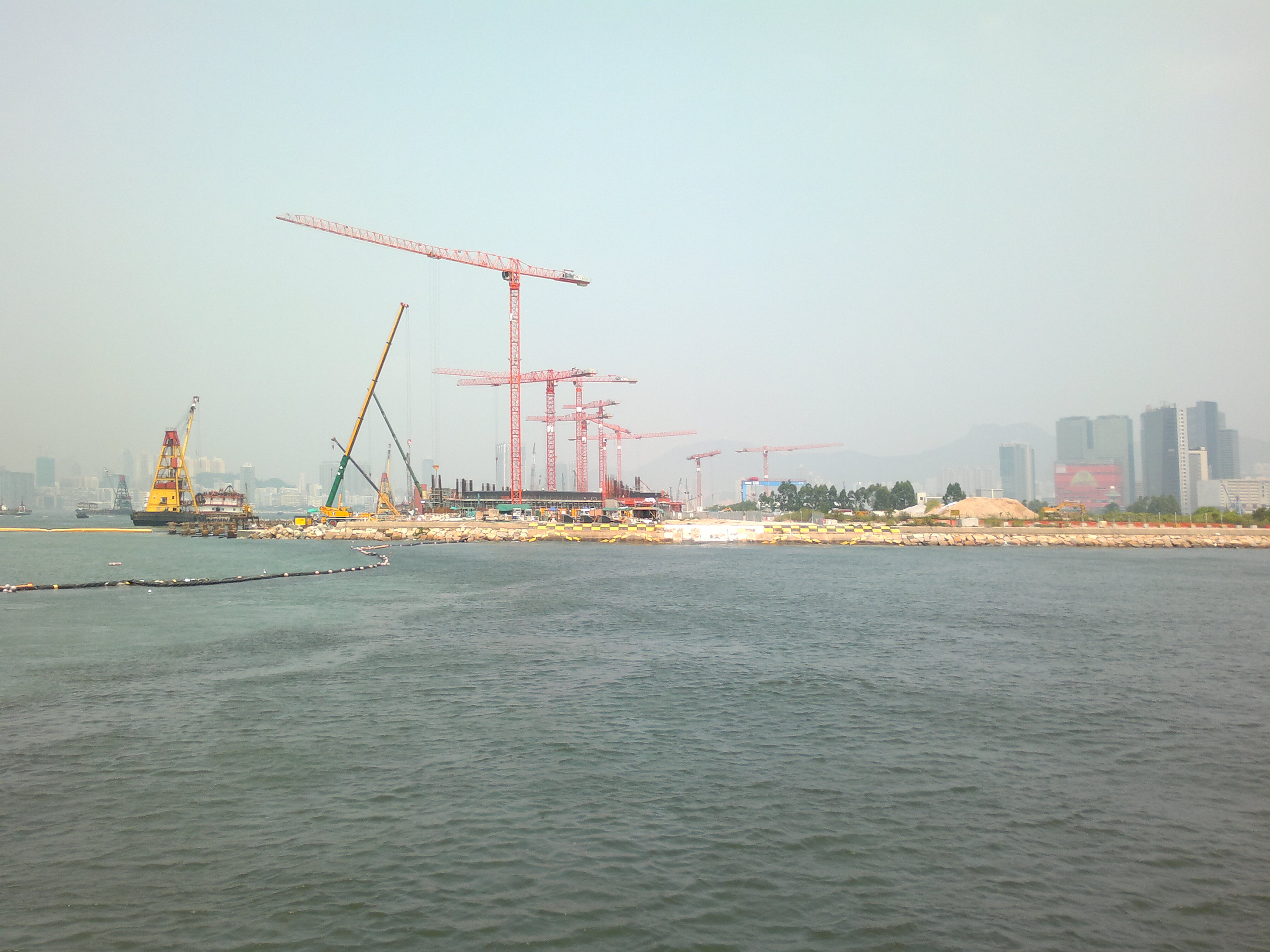
2011年，跑道南端工程進行中
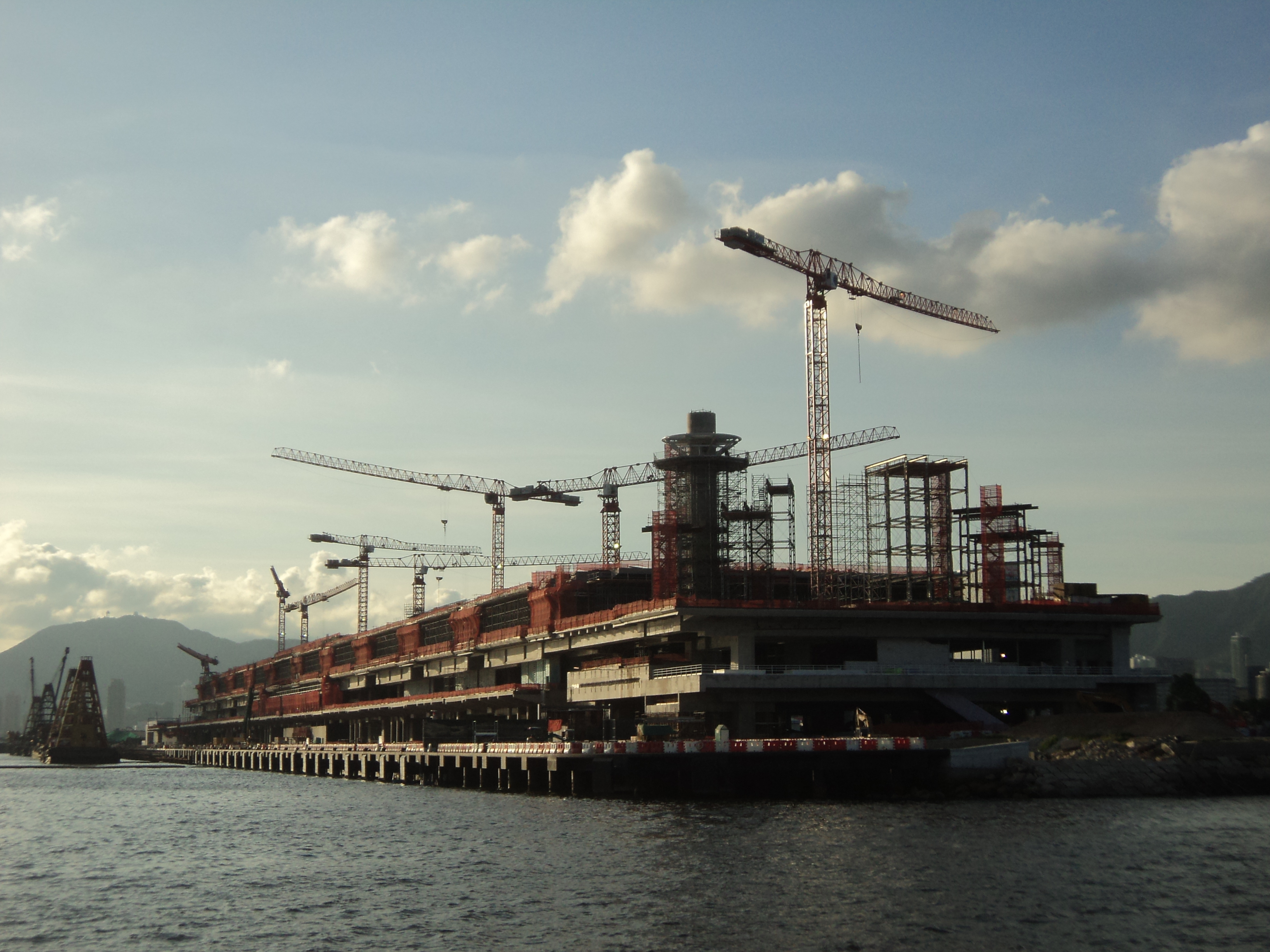
2012年7月
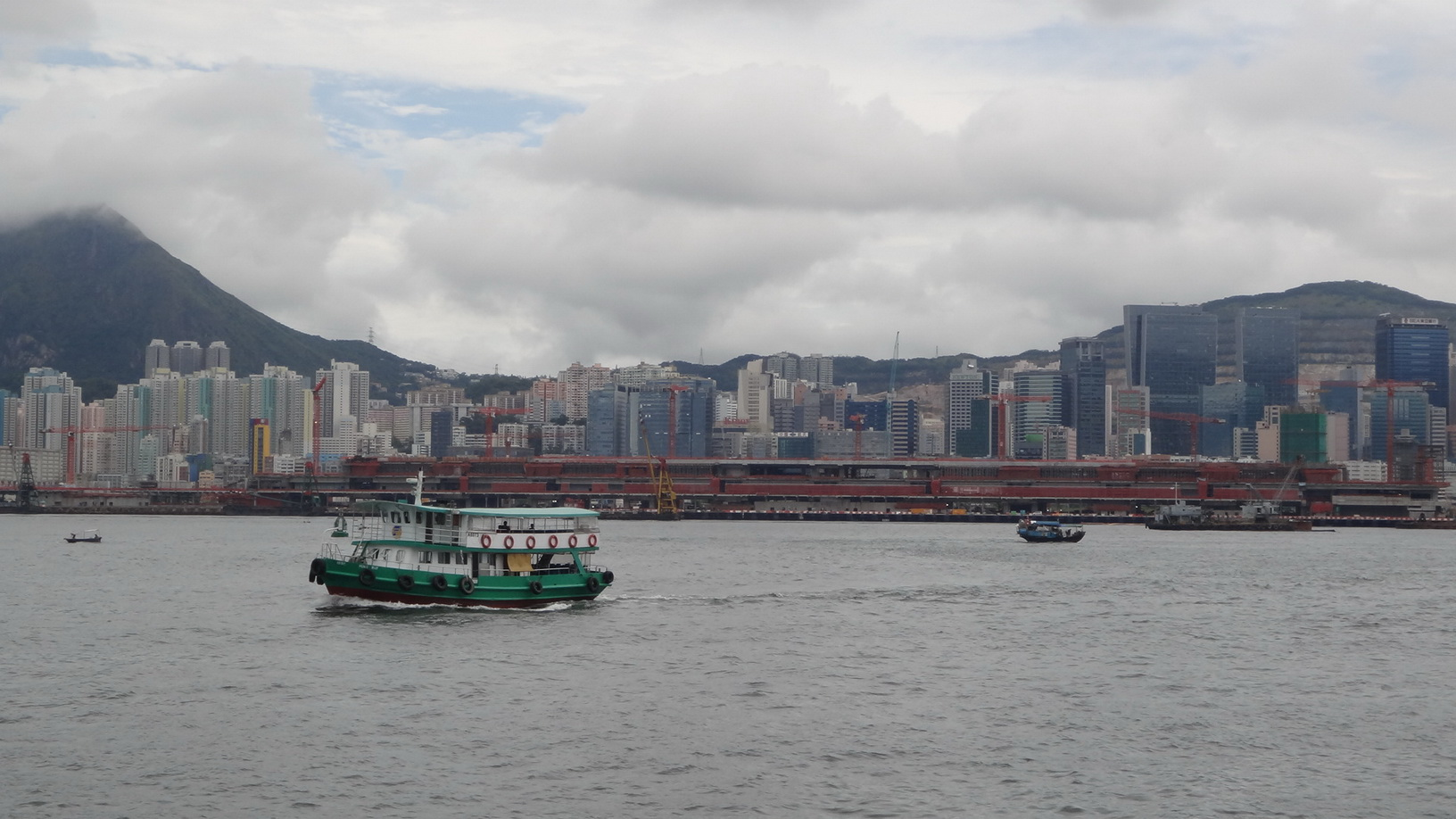
2012年8月，遠眺興建中的啟德郵輪碼頭
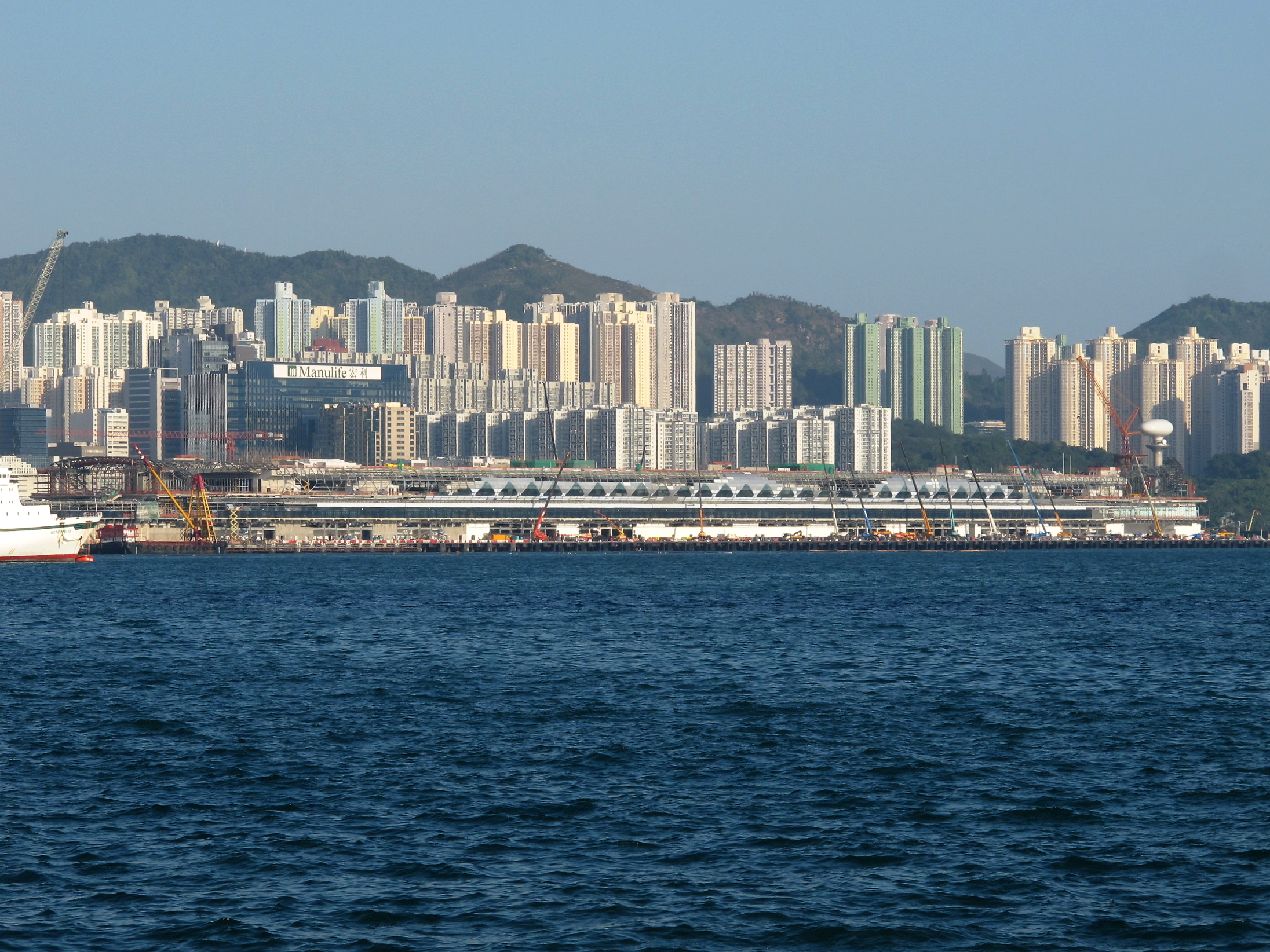
2012年12月
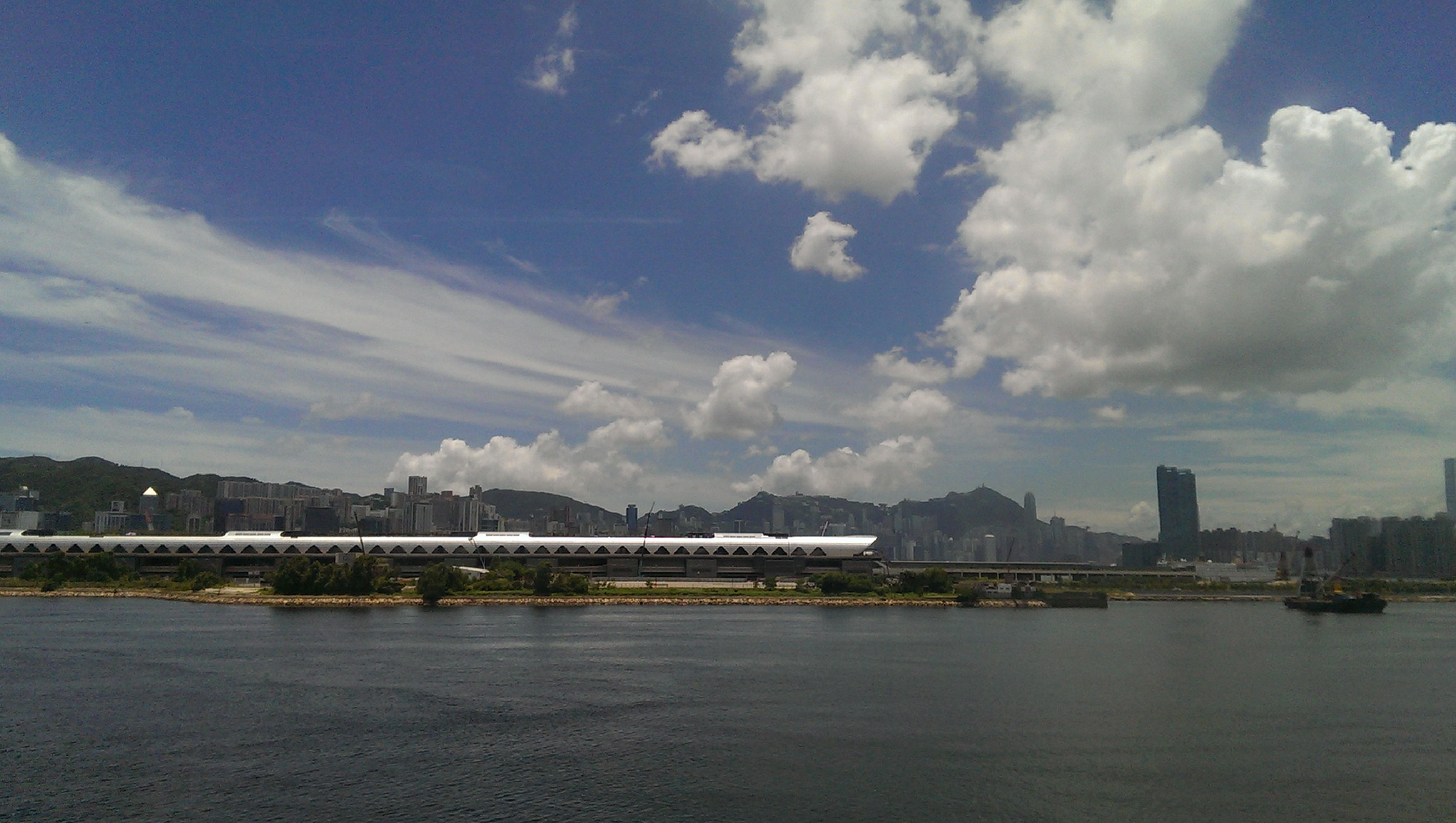
2013年8月，啟德郵輪碼頭首座泊位已經啟用

## 用途

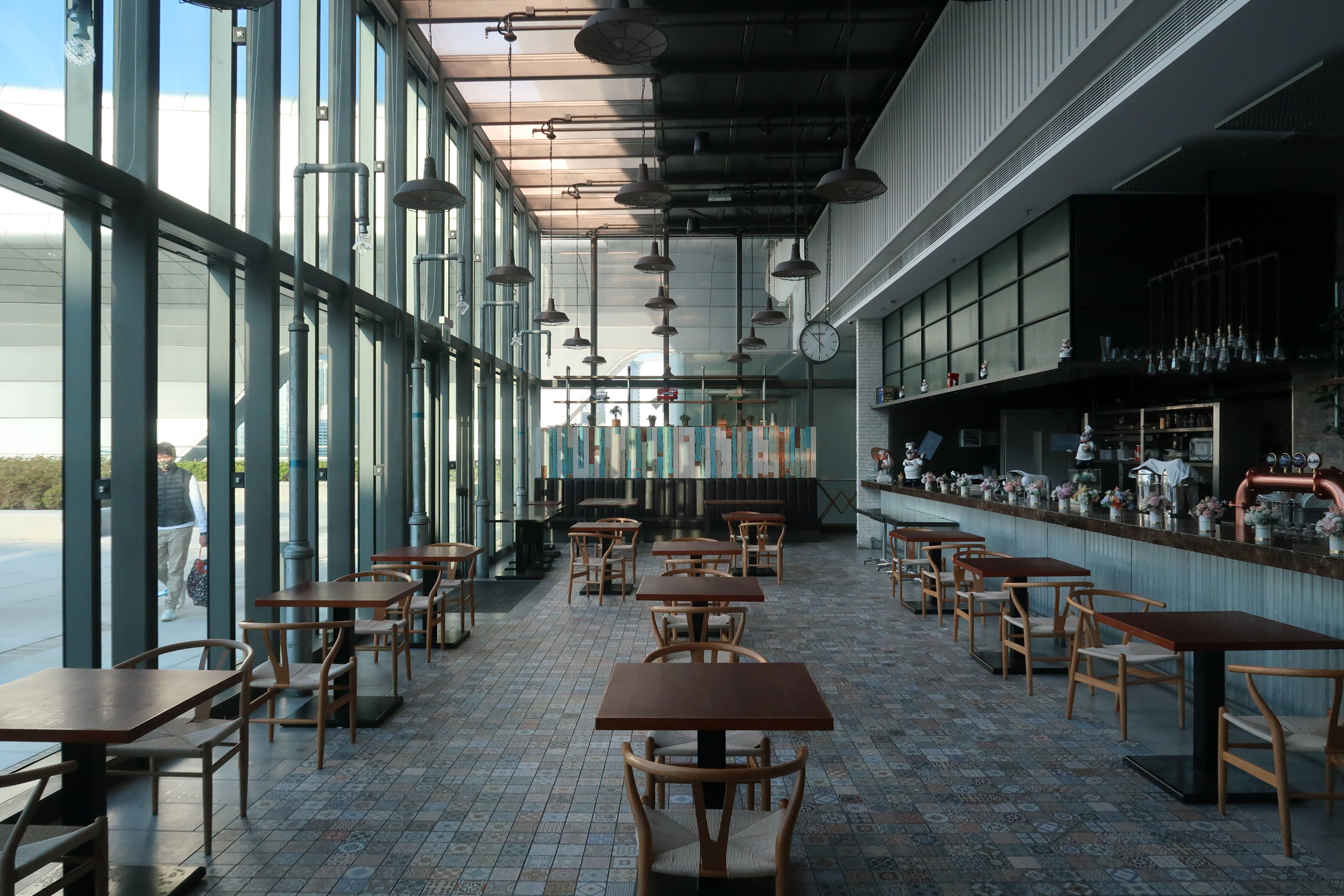
郵輪碼頭內的餐廳已經停業（2020年）

啟德郵輪碼頭除了作為郵輪母港及為其他郵輪提供岸泊位置外，亦用作證婚、婚宴、音樂會、發布會（每月平均舉辦10至20項私人及商業活動和產品發布會）、展覽及其他商業活動的場地。
單計2016年，共有191船次停泊啟德郵輪碼頭。在該年內，總計5,601平方米的商業樓面有超過一半空置。因為郵輪碼頭位置偏遠，接駁的公共交通班次不足，缺乏遊人前往，抵港的郵輪旅客大多選擇直接前往市區遊玩，而不會在碼頭逗留，到2018年商場仍是十室九空。

## 商舖

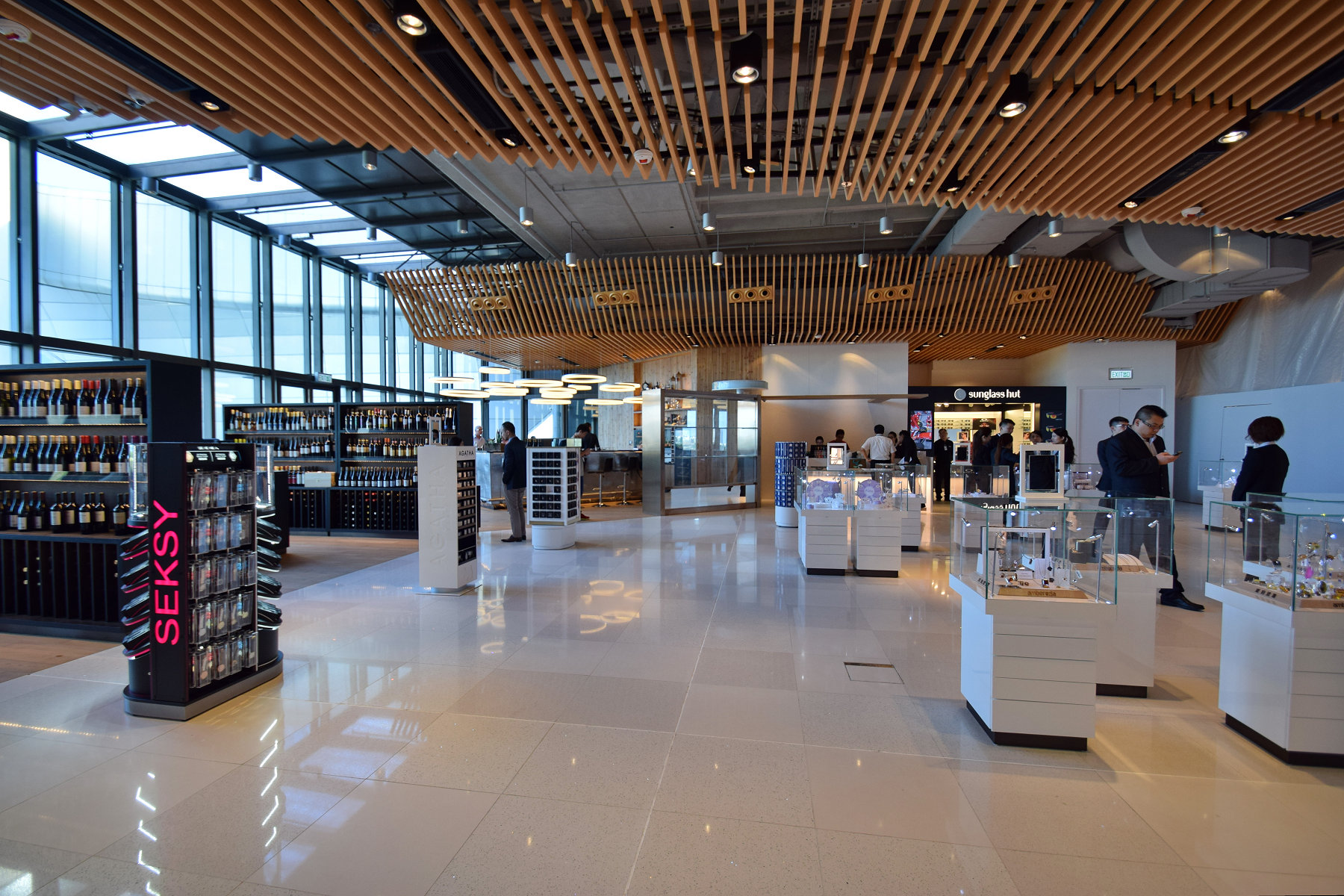
香港泊游城（現已結業）

啟德郵輪碼頭大樓2樓兩端設有商場，在南端於2014年開設約2.3萬平方呎的商場香港泊游城，以免稅商店形式運作，有西餐廳Plaza Café、咖啡店、葡萄酒和香檳酒吧、免稅零售店及櫃位等等，由啟德泊游城負責營運。在北端則有西餐廳、茶餐廳和聯邦郵輪宴會中心（為一間可以容納960人的中式茶樓）。此外，地下亦有3間商舖。
但由於郵輪來港日子不多，加上平日只有城巴22線來往郵輪碼頭及又一城，人流稀少，生意慘淡。到2016年4月，有員工入稟勞資審裁處，揭發香港泊游城公司拖欠50名員工薪金，涉款逾240萬港元，其後被勞工處票控。同年6月公司面臨清盤，香港泊游城關閉。公司董事於7月被債權人入稟高等法院申請破產。其後再被財務公司入稟追債逾530萬。

## 經濟效益
郵輪業諮詢委員會成員及郵輪公司總代理袁麗鳳表示，預期啟德郵輪碼頭落成後的一至兩年，客人來源將會上升最少10%至12%。
據2012年估計，啟德郵輪碼頭至2023年每年可以賺取15至26億港元，及5,300至8,900個就業機會，奈何因為種種原因，實現相比這估算差了十萬八千里。

## 環境保護
啟德郵輪碼頭於2012年完成綠色認證評審程序，在節約能源、減少排放、對鄰近環境影響和室內環境質素等三方面，均同時達到最高水平，獲得綠色建築議會初步評審為白金級別，成為環保建築評估法制訂升級版（BEAM Plus）以來，首個獲頒最高認證級別的建築物。

### 資助計劃
香港政府現時提供有資助計畫鼓勵郵輪轉為使用低硫柴油。

### 岸電系統
針對空氣污染，香港政府提出盡快展開岸電系統的可行性研究。透過岸電系統，電力公司將會可以為到郵輪提供能源，郵輪因此毋須持續燃燒柴油，以減低排放量。

### 立法
香港政府將透過立法規定，包括郵輪等遠洋客輪在香港泊岸時，需要轉為使用低硫柴油。環境局指出將會盡快草擬立法草案，於2013年提交建議予立法會審議。

## 批評
郵輪碼頭因位置偏遠及接駁的公共交通不足而一直為人詬病。在2023年夏天再次有郵輪泊岸後，有旅客批評碼頭附近的公共交通不方便，出入只能依賴的士，導致大排長龍，曾經一度半小時內無的士駛入碼頭。旅客亦指碼頭亦沒有東西好逛，只有餐廳，但沒有店舖，咖啡店和娛樂設施，形容為“非常失望的體驗”。不過文化體育及旅遊局指，運輸署已經安排特別巴士路線22R，認為班次足以應付需求，又指旅遊事務署會與運輸署及碼頭營運商開會，商討改善郵輪碼頭公共交通服務方案。

## 交通

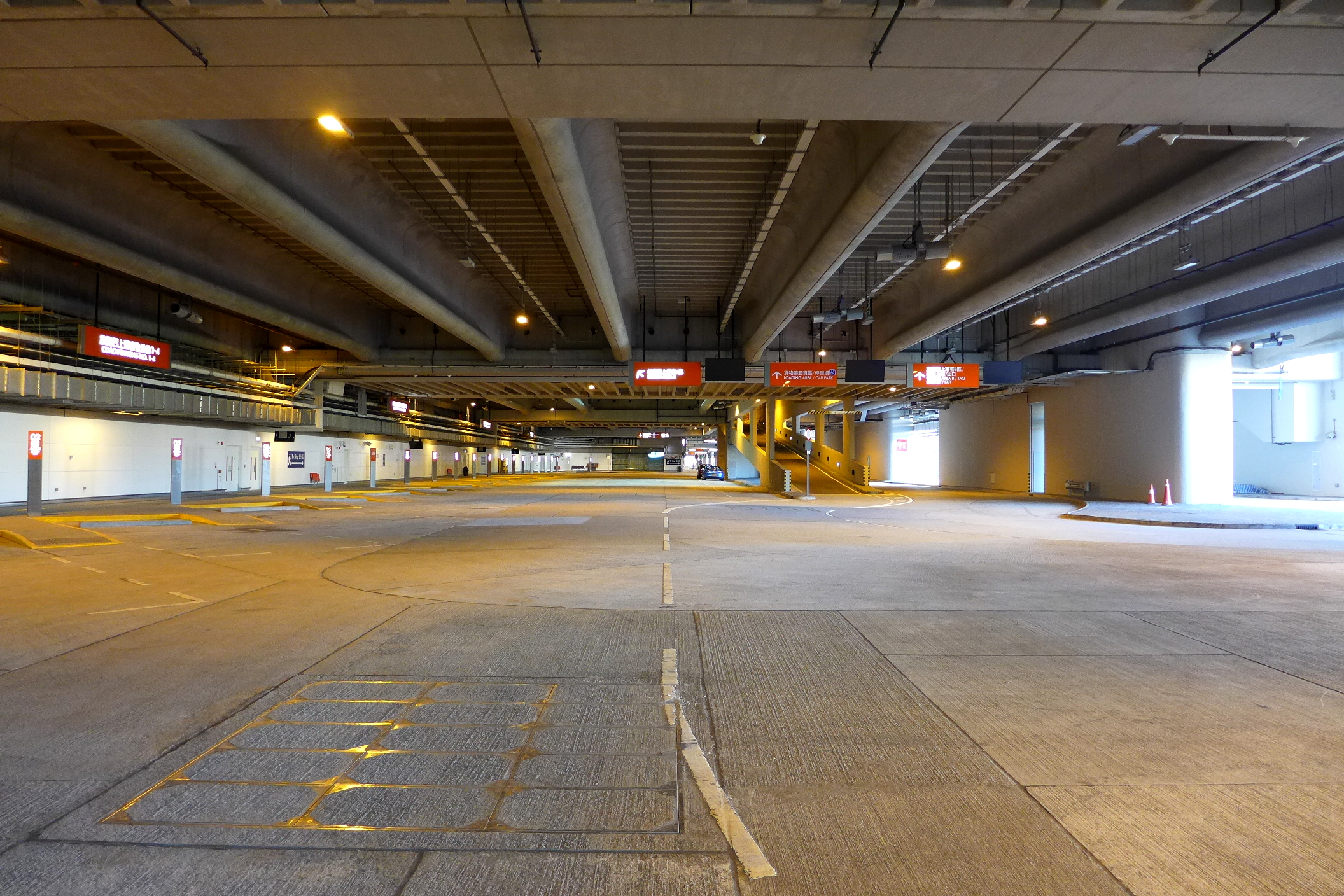
啟德郵輪碼頭巴士上落客區

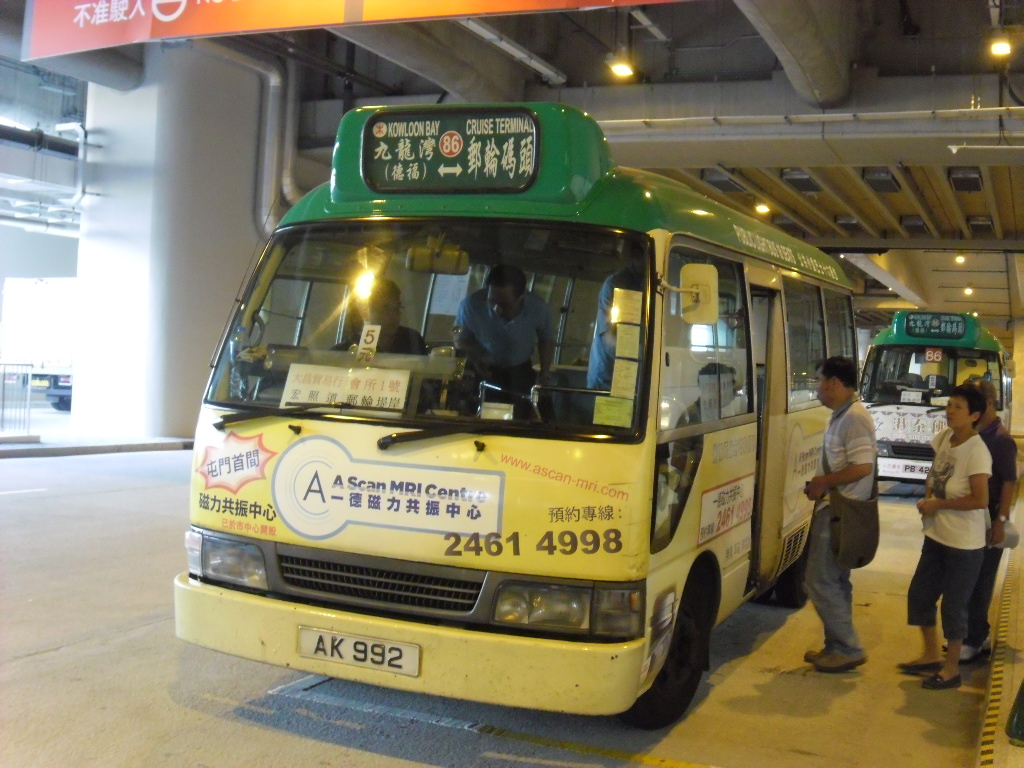
綠色專線小巴86號

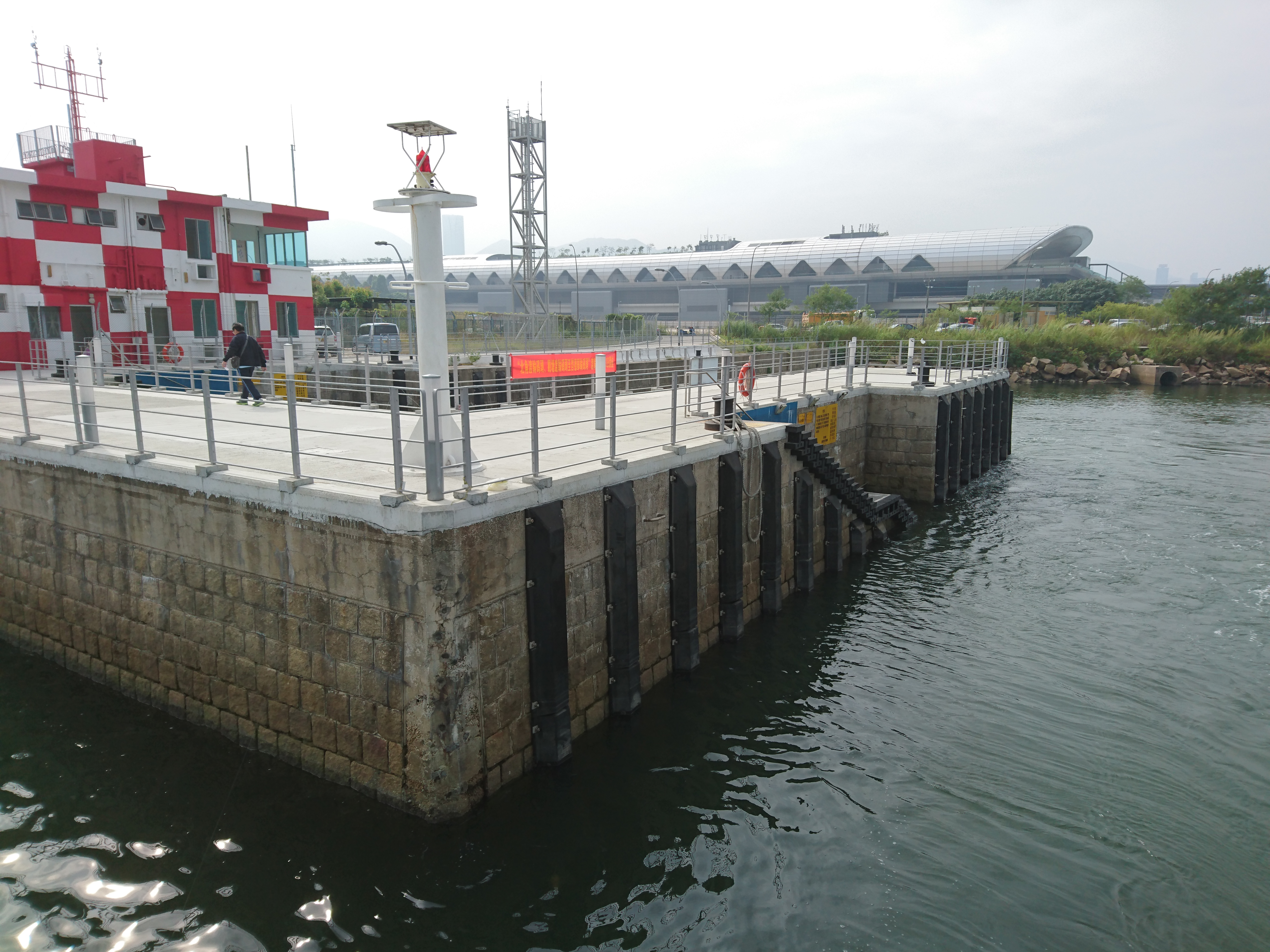
啟德渡輪碼頭

## 未來發展

### 電車系統
香港電車營運商向香港政府建議希望將電車引入啟德發展區及西九文化區，董事總經理夏睿德表示，新線可以是與香港島電車有關連或者全新造型，視乎政府部門決定。

### 超級電容巴士路線
除了當時興建中的屯馬綫外，九巴於2012年3月月底向政府建議開設電動巴士路線，該路線將以單層超級電容巴士（gBus）行駛，全長5.1公里，共4個車站，為循環線，連接港鐵彩虹站與啟德發展區，估計整個項目投資額約2至4億港元（8部超級電容巴士及3座巴士充電站等）。如果當局批准，最快將可以於2013年通車，趕及在啟德郵輪碼頭大樓及首座泊位竣工前啟用，以解決前兩者需要久時才竣工的問題。路線通車後，將不會與啟德環保連接系統重疊，期望可以達致相輔相成的效果。
在營運初期，路線可以按需求彈性地提供服務，例如一日5至6輛巴士行駛，每10分鐘一班；隨着需求上升，可以增加巴士數量及加密班次。
九巴於2009年前年引入的超級電容巴士（gBus），充電3分鐘可以行駛5公里，另外每充電30秒，即可以行駛額外1公里。超級電容巴士為零排放設計，單層，最高運載乘客數量連站位為70人。超級電容巴士車頂配備可以伸長縮短的集電弓以作充電用途，令到車身比較一般的單層巴士高半米；超級電容巴士停站時，只須要將集電弓升起，接駁從巴士站延伸出來的充電網就可以充電。九巴現時正與中國大陸汽車製造商家比亞迪共同研究發展超級電動巴士，由4組電池推動行駛，電池充滿電須時3個半小時，充電後最多可行駛250公里，最高時速為80公里。

### 渡輪
郵輪碼頭管理公司WCT郵輪業項目總監班智榮表示已經與渡輪公司合作，於2014年9月月初向運輸署提交書面要求，以求在啟德發展區前跑道未端興建公眾碼頭以疏導到港郵輪旅客。運輸署表示，正在研究技術可行性及運作安排。2016年4月9日起，來往郵輪碼頭及觀塘公眾碼頭的渡輪正式投入服務，只在假日行駛，每程港幣7元，5歲以下小童免費
。由於乘客稀少關係，該渡輪服務已於2016年12月3日終止，亦於當日起由富裕小輪北角至觀塘航線在星期一至五加開兩班特別班次經啟德；星期六（上午9時後）、星期日及公眾假期所有往來北角或觀塘航班途經啟德取代。

## 鄰近建築
- 啟德跑道公園

## 軼事
2013年5月27日，香港郵政宣布兩款以啟德郵輪碼頭為題材的郵票小型張及相關集郵品將會於同年6月11日推出發售，以紀念啟德郵輪碼頭泊位正式投入服務。

### 流行文化
由於香港國際機場禁區範圍不得進行戲劇拍攝，郵輪碼頭的少部份設施與機場相似，因此不少作品會在啟德郵輪碼頭內取景，例如電視劇《機場特警》及電影《拆彈專家2》（2020年）。另外，由於2樓出入境大堂空間闊落，與警察總部的面積相似，因此電影《神探大戰》（2022年）也在此取景。
2021年跨部門反恐專責組宣傳片「閃、避、求」也曾於在此取景。

## 外部連結
- 官方网站